# Cockley Brook
Der Cockley Brook ist ein Wasserlauf in Oxfordshire, England. Er entsteht nördlich von Ledwell und fließt in östlicher Richtung. Südlich von Duns Tew wendet er sich in eine südliche Richtung, in der er bis zu seiner Mündung in den River Dorn östlich von Middle Barton fließt.